# Jægerspris Kommune
Jægerspris Kommune i Frederiksborg Amt blev dannet ved kommunalreformen i 1970. Ved strukturreformen i 2007 blev den indlemmet i Frederikssund Kommune sammen med Skibby Kommune og det meste af Slangerup Kommune.

## Tidligere kommuner
Jægerspris Kommune blev dannet ved sammenlægning af 2 sognekommuner:
| Kommune          | Folketal 1. januar 1970 | Byer                                                                   |
| ---------------- | ----------------------- | ---------------------------------------------------------------------- |
| Jægerspris       | 4.333                   | Gerlev, Jægerspris, Kulhuse, Landerslev, Lyngerup og Over Dråby Strand |
| Kyndby-Krogstrup | 1.649                   | Kyndby, Kyndby Huse, Dalby og Dalby Huse                               |
| I alt            | 5.982                   |                                                                        |

Den tidligere sognekommune Gerlev-Dråby, som ved folketællingen i september 1965 havde 4.029 indbyggere, havde allerede taget navnet Jægerspris.

## Sogne
Følgende sogne indgik dermed i Jægerspris Kommune, alle fra Horns Herred:
- Draaby Sogn
- Gerlev Sogn
- Krogstrup Sogn
- Kyndby Sogn

## Byer
| Kommunens største byer |                   |                   |
| Nr                     | By                | Indbyggere (2025) |
| 1                      | Jægerspris        | 4.156             |
| 2                      | Gerlev            | 1.057             |
| 3                      | Kulhuse           | 872               |
| 4                      | Over Dråby Strand | 451               |
| 5                      | Dalby             | 300               |
| 6                      | Dalby Huse        | 295               |
| 7                      | Kyndby Huse       | 291               |
| 8                      | Kyndby            | 258               |
| 9                      | Landerslev        | 255               |

## Befolkningsudvikling
Efter kommunesammenlægningen i 1970 var der 5.982 indbyggere i den nye Jægerspris Kommune. Fra 1970 til 2006 er der kommet 3.498 nye indbyggere i kommunen, hvilket er en vækst på 58 pct.
| 1970  | 1972  | 1974  | 1976  | 1978  | 1980  | 1982  | 1984  | 1986  | 1988  | 1990  | 1992  | 1994  | 1996  | 1998  | 2000  | 2002  | 2004  | 2006  |
| ----- | ----- | ----- | ----- | ----- | ----- | ----- | ----- | ----- | ----- | ----- | ----- | ----- | ----- | ----- | ----- | ----- | ----- | ----- |
| 5.982 | 6.138 | 6.439 | 6.524 | 6.638 | 7.003 | 7.186 | 7.362 | 7.527 | 7.685 | 7.988 | 8.341 | 8.783 | 8.958 | 9.200 | 9.274 | 9.460 | 9.512 | 9.480 |

I 1970 var der kun én by med mere end 500 indbyggere i kommunen. I 2006 var der fire - Jægerspris, Kulhuse, Gerlev og Over Dråby Strand.
|                   | 1970  | 1976  | 1981 | 1986  | 1989  | 1990  | 1992  | 1994  | 1996  | 1998  | 2000  | 2002  | 2004  | 2006  |
| ----------------- | ----- | ----- | ---- | ----- | ----- | ----- | ----- | ----- | ----- | ----- | ----- | ----- | ----- | ----- |
| Jægerspris        | 1.805 | 1.957 | 2372 | 3.330 | 3.538 | 3.537 | 3.494 | 3.534 | 3.464 | 3.516 | 3.582 | 3.753 | 3.762 | 3.874 |
| Kulhuse           |       |       |      |       |       |       |       | 938   | 1.015 | 1.155 | 1.130 | 1.061 | 1.045 | 1.002 |
| Gerlev            |       | 495   | 481  | 454   | 472   | 464   | 478   | 529   | 526   | 520   | 515   | 588   | 679   | 751   |
| Over Dråby Strand |       |       |      |       |       |       |       | 480   | 537   | 584   | 626   | 602   | 562   | 548   |

## Politik

### Mandatfordeling ved kommunalvalg 1981-2001
| 9 | 1 | 1 | 4 |

| 11 | 4 |

| 9 | 2 | 2 | 2 |

| 10 | 5 |

| 7 | 2 | 2 | 4 |

| 10 | 5 |

| 7 | 1 | 1 | 4 | 2 |

| 11 | 4 |

| 6 | 1 | 1 | 4 | 3 |

| 9 | 6 |

| 7 | 1 | 1 | 5 | 1 |

| 11 | 4 |

### Liste over borgmestre
Herunder er en liste over borgmestre i Jægerspris Kommune fra 1970 - 2006.
| Periode   | Navn                 | Parti             |
| --------- | -------------------- | ----------------- |
| 1970-1987 | Karl Stefan Johansen | Socialdemokratiet |
| 1988-1997 | Poul Madsen          | Socialdemokratiet |
| 1998-2006 | Ole Find Jensen      | Socialdemokratiet |